# Riksväg 16
De Zweedse rijksweg 16 is een voormalige weg gelegen in de provincie Skåne län en was circa 23 kilometer lang. De weg lag in het meest zuidelijke deel van Zweden. Sinds 2012 is de weg omgenummerd: het deel van Flädie tot aan Lund is sindsdien de onbewegwijzerde E6.02, een aftakking van de E6. Het deel van Lund tot aan Dalby is onderdeel geworden van de Länsväg 102.

## Plaatsen langs de weg
- Flädie
- Lund
- Dalby

## Knooppunten
- E6/E20 bij Flädie
- Länsväg 103 bij Lund
- Länsväg 108 bij Lund
- E22 bij Lund
- Riksväg 11 bij Dalby

Europese wegen:
E4 · E6 · E10 · E12 · E14 · E16 · E18 · E20 · E22 · E45 · E65
Riksvägar:
9 · 11 · 13 · 15 · 17 · 19 · 21 · 23 · 24 · 25 · 26 · 27 · 28 · 29 · 30 · 31 · 32 · 34 · 35 · 37 · 40 · 41 · 42 · 44 · 46 · 47 · 49 · 50 · 51 · 52 · 53 · 55 · 56 · 57 · 61 · 62 · 63 · 66 · 68 · 69 · 70 · 72 · 73 · 75 · 76 · 77 · 83 · 84 · 86 · 87 · 90 · 92 · 94 · 95 · 97 · 98 · 99